# Norul lui Hills

Centura Kuiper și Norul lui Oort

Norul lui Hills, denumit și norul intern al lui Oort, norul intern al lui Öpik-Oort, norul intern sau norul lui Oort fosil, este o vastă mulțime sferică ipotetică de corpuri din norul lui Oort, care ar fi situat între 100 și 3.000 de unități astronomice (frontiera internă) și 2−3×104 unități astronomice (frontiera externă) de la Soare. Acest disc s-ar afla, prin urmare, dincolo de orbita planetelor și de centura Kuiper. Cât despre Norul extern al lui Oort, acesta formează o structură sferoidală dincolo de norul lui Hills.
Norul lui Hills este una dintre teoriile astronomice  cele mai verosimile, întrucât au fost reperate deja corpuri într-un număr mare. Este mult mai dens, dar mai puțin vast decât Norul lui Oort. Interacțiunile gravitaționale ale stelelor apropiate și efectele mareei galactice au dat cometelor din Norul lui Oort orbite circulare, ceea ce nu e cazul pentru cometele din Norul lui Hills.

## Istoric

### Modelul unui nor unic

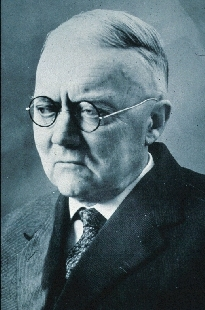
Ernst Öpik.

Între 1932 și 1981, astronomii credeau că nu ar exista decât un singur nor, Norul lui Oort, teoretizat de Ernst Öpik și Jan Oort, iar acesta, împreună cu centura Kuiper, ar reprezenta unica rezervă cometară.
În 1932 astronomul estonian Ernst Öpik a emis ipoteza prin care cometele și-ar afla originea într-un nor care orbitează la limita externă a Sistemului Solar. În 1950, această idee a fost reînviată într-un mod independent de astronomul neerlandez Jan Oort pentru a explica această contradicție aparentă: cometele sunt distruse după mai multe treceri prin Sistemul Solar interior. Astfel, dacă toate ar fi existat după mai multe miliarde de ani (adică după începutul Sistemului Solar), niciuna n-ar mai putea fi observată în zilele noastre.
Oort a selecționat, pentru studiul său, cele 46 de comete mai bine observate între 1850 și 1952. Repartiția inverselor semiaxelor majore a pus în evidență un maximum de frecvențe care lăsa  să se presupună existența unui rezervor de comete  între 40.000 ua și 150.000 ua (adică între 0,6 și 2,5 ani-lumină). Acesta, situat la limitele sferei de influență gravitaționale a Soarelui, ar fi supus unor perturbații de origine stelară, susceptibile de a expulza cometele din nor, fie spre exterior, fie spre interior dând loc aparițiilor unor noi comete.

### Noul model

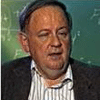
Jack Hills la originea studiului norului omonim.

În anii 1980, astronomii au realizat că norul principal putea avea un nor intern care ar începe la circa 3.000 ua de Soare și care ar continua până la norul clasic la 20.000 ua. Cele mai multe evaluări plasează populația Norului lui Hills la circa cinci până la zece ori mai mare decât populația norului exterior, de vreo 20•1018 (20 de trilioane), deși numărul ar putea fi de zece ori mai mare decât acesta.
Principalul model al „norului intern” a fost propus în 1981 de astronomul J.G Hills, de la Laboratorul din Los Alamos, care i-a dat numele său. A pus în evidență acest nor când a calculat că trecerea unei stele în proximitatea Sistemului nostru Solar a fi putut provoca extincții ale unor specii pe Terra, declanșând o „ploaie de comete”. Într-adevăr, cercetările sale sugerau că cea mai mare parte din masa totală a cometelor din nor ar avea o orbită cu o semiaxă majoră de 104 ua, deci mult mai aproape de Soare decât distanța minimă a Norului lui Oort. În plus, influența stelelor din vecinătate cât și aceea a „Mareei galactice” ar fi trebuit să golească Norul lui Oort, expulzând cometele în afara sau înăuntrul Sistemului Solar. Și-a axat atunci studiile asupra posibilității prezenței unui alt nor, mai mic, mai masiv și mai aproape de Soare, care ar reaproviziona norul exterior cu comete.
În anii următori alți astronomi au acreditat cercetările lui Hills și le-au studiat. Este cazul lui Sidney van den Bergh care a sugerat aceeași structură în plus a Norului lui Oort în 1982, apoi  Mark E. Bailey în 1983. În 1986, Bailey a stabilit că majoritatea cometelor din Sistemul Solar sunt situate nu în zona Norului lui Oort, ci mai aproape, cu o orbită având semiaxa majoră de 5.000 ua, și ar proveni, potrivit lui, dintr-un nor interior. Cercetările au fost amplificate de studiiile lui Victor Clube și Bill Napier în 1987, cât și cele ale lui R.B. Stothers în 1988.
Totuși Norul lui Hills nu a reprezentat un interes major decât după 1991, când oamenii de știință au reluat teoria lui Hills (exceptând documentele scrise de Martin Duncan, Thomas Quinn și Scott Tremaine în 1987, care au reluat teoria lui Hills și au făcut cercetări suplimentare).

### Terminologie
După exemplul Centurii Kuiper, denumită și Centura Edgeworth-Kuiper, după numele oamenilor de știință care au studiat fenomenul, norii cometari posedă numele astronomilor care au pus în evidență existența lor. Norul lui Hills poartă numele lui Jack G. Hills care, primul, a emis ipoteza că era vorba de un organ independent de norul principal. În mod alternativ, este denumit Norul lui Oort intern, de la numele astronomului neerlandez Jan Oort (pronunțat /oːʁt/ în neerlandeză), și Norul intern al lui Öpik-Oort, de la numele astronomului estonian Ernst Öpik (/ˈøpɪk/ în estonă).

## Caracteristici

### Structură și compoziție

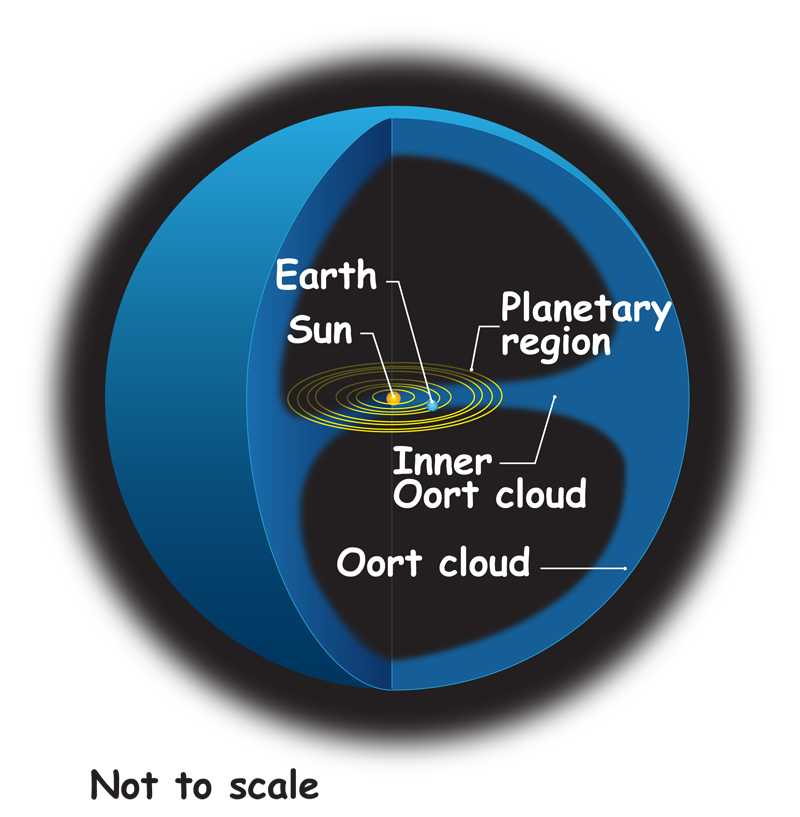
Norul lui Oort intern și extern.

Cometele din Norul lui Oort sunt în mod constant perturbate de mediul lor înconjurător. O parte neneglijabilă părăsește Sistemul Solar sau se deplasează în sistemul intern. Acest nor ar fi trebuit, prin urmare, să se epuizeze de mult timp, or acest lucru nu s-a întâmplat. Teoria Norului lui Hills ar putea furniza o explicație. Jack G. Hills cât și alți oameni de știință au sugerat că ar fi o sursă care livrează comete într-un halou extern al Norului lui Oort reaprovizionându-l când acest halou extern este epuizat. Este deci foarte probabil ca Norul lui Hills să fie cea mai mare concentrare de comete din întregul nostru Sistem Solar.
Norul lui Hills ar ocupa o zonă vastă a spațiului cuprinsă între limitele externe ale Centurii Kuiper, spre 50 ua, și 20.000 ua, chiar 30.000 ua.
Masa Norului lui Hills nu este cunoscută. Unii oameni de știință cred că ar putea fi de cinci ori mai masiv decât Norul lui Oort. Potrivit estimărilor lui Bailey, masa Norului lui Hills ar fi de 13,8 mase terestre, dacă majoritatea corpurilor sunt situate spre 10.000 ua.
Dacă analizele cometelor sunt reprezentative în ansamblu, marea majoritate a obiectelor din Norul lui Hills se compune din diverse ghețuri (de apă, de metan, de etan, de monoxid de carbon și de cianură de hidrogen). Totuși, descoperirea obiectului 1996 PW, un asteroid pe o orbită mai tipică pentru o cometă cu perioadă lungă, sugerează că norul poate să conțină și obiecte stâncoase.
Analiza carbonului și a raporturilor izotopice ale azotului pe de o parte  în cometele familiei Norului lui Oort și pe de altă parte în corpurile din zona lui Jupiter arată puțină diferență între cele două, în pofida regiunilor lor foarte clar depărtate. Aceasta sugerează că cele două provin din norul protoplanetar originar, o concluzie  sprijinită și pe studiile de granulometrie ale cometelor din nor și pe recentul studiu al impactului cometei 9P/Tempel.

### Formare
Norul lui Oort ar fio relicvă a discului protoplanetar originar care s-ar fi format în jurul Soarelui după dislocarea nebuloasei solare, în urmă cu 4,6 miliarde de ani. Pentru mulți oameni de știință, Norul lui Hills nu s-a format în același timp cu norul extern. S-ar fi născut din trecerea unei stele la 800 de Unități Astronomice de Soare, în primele 800 de milioane de aniale Sistemului Solar, ceea ce ar putea explica orbita excentrică a posibilei planete pitice 90377 Sedna care n-ar trebui să se afle colo, nefiind sub inflența lui Jupiter și nici a lui Neptun, nici a unui efect de maree.
Se poate considera, prin urmare, că Norul lui Hills este mai „tânăr” decât Norul lui Oort. Doar 90377 Sedna prezintă aceste neregularități, însă pentru  [[2000 OO67]] și [[2006 SQ372]] această teorie nu poate fi luată în considerare, întrucât cele două corpuri orbitează în apropierea gigantelor gazoase.
În 1,4 milioane de ani, Norul lui Hills riscă să fie din nou perturbat de o altă stea: Gliese 710. Astfel cea mai mare parte a cometelor, fie ele „izvorâte” din Norul lui Oort, fie din Norul lui Hills, vor fi perturbate, unele dintre ele vor fi ejectate și modificată talia, dar și aspectul Norului lui Hills. Problema este că se riscă devierea unor comete în interiorul Sistemului nostru Solar și provocarea unui ipotetic impact cu Pământul care reaminește de impactul care a distrus dinozaurii acum 65 de milioane de ani, antrenând o extincție în masă.

## Corpuri remarcabile

### Obiecte posibile din Norul lui Hills
| Nume       | Diametru (km) | Periheliu (UA) | Afeliu (UA) | Descoperire |
| ---------- | ------------- | -------------- | ----------- | ----------- |
| V774104    | 500 la 1000   | 50             | ~1000       | 2015        |
| 2012 VP113 | 315 la 640    | 80,5           | 445         | 2012        |
| Sedna      | 995 la 1.060  | 76,1           | 935         | 2003        |
| 2000 OO67  | 28 la 87      | 20,8           | 1 014,2     | 2000        |
| 2006 SQ372 | 50 la 100     | 24,17          | 2 005,38    | 2006        |

Corpurile din Norul lui Hills sunt compuse în mod esențial din ghețuri de apă, de metan și de amoniac. Se cunosc numeroase comete care ar putea avea originea în Norul lui Hills, cum este cometa Hyakutake.
Unele corpuri foarte stranii ar putea face parte din Norul lui Hills. Multe mistere înconjoară obiectul 2008 KV42, cu orbita sa retrogradă: s-ar putea să provină din Norul lui Hills sau din Norul lui Oort. Același lucru se crede despre damocloizii care au o origine îndoielnică, ca de exemplu cel care a dat numele acestei categorii: 5335 Damocles.
În articolul care în care anunțau descoperirea planetei pitice Sedna, Mike Brown și colegii săi au afirmat că ei observau primul corp din Norul lui Oort, norul ipotetic de comete care s-ar situa între circa 2.000 și 50.000 ua de Soare. Ei au observat că, spre deosebire de obiectele împrăștiate, cum este Eris, periheliul obiectului Sedna (la 76 ua) este prea distant pentru ca influența gravitațională a lui Neptun să fi jucat un rol în timpul evoluției Sednei. Sedna fiind mult mai aproape de Soare decât se crezuse pentru obiectele din Norul lui Oort, iar înclinația sa fiind apropiată de aceea a planetelor și a Centurii Kuiper, autorii au considerat că Sedna era un „obiect al Norului lui Oort interior” (în engleză: «inner Oort cloud object»), situat pe discul plasat între Centura Kuiper și partea sferică a norului.

### Comete remarcabile

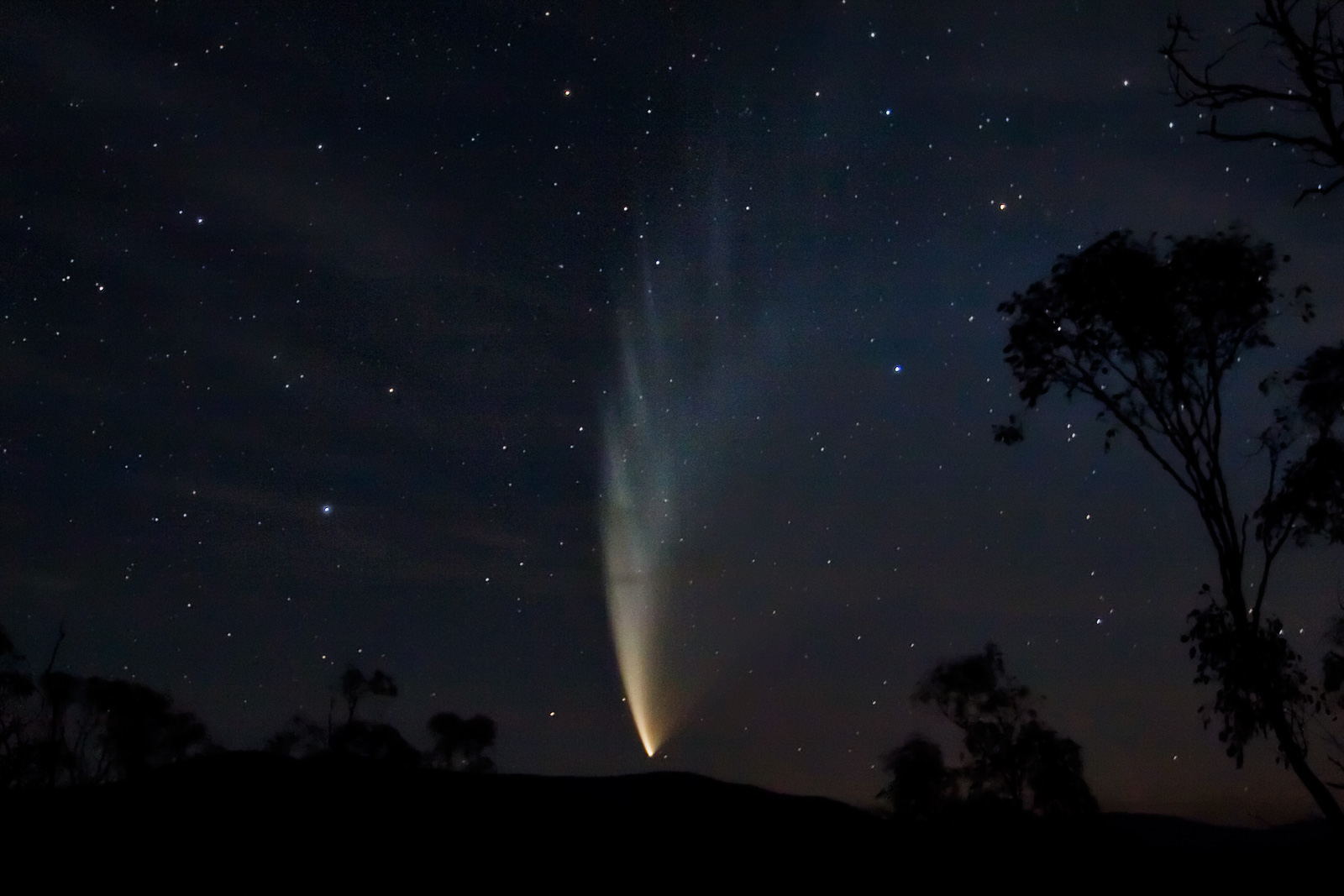
Cometa McNaught.

Oamenii de știință știau că mai multe comete au venit din aceeași regiune ca acest nor ipotetic de comete, cu un afeliu mai mare de 1.000 ua, provenind dintr-o zonă mai îndepărtată decât Centura Kuiper, dar mai mică de 10.000 ua, prin urmare prea aproape de sistemul intern pentru a face parte din Norul lui Oort.
Unele comete celebre ating distanțe atât de îndepărtate încât ele pot fi candidate serioase la titlul de corpuri din Norul lui Hills. Cometa Lovejoy, descoperită în emisfera sudică, la 15 martie 2007, de astronomul australian Terry Lovejoy, de exemplu, atinge, la afeliu, o distanță de 2.850 ua. Cometa Hyakutake descoperită în 1996, de către un astronom amator japonez, Yuji Hyakutake, e îndepărtează până la 3.410 ua de Soare. Cometa Machholz, descoperită la 27 august 2004 de astronomul amator Donald Edward Machholz, merge încă mai departe, până la 4.787 ua.
Cometa McNaught, descoperită la 7 august 2006 în Australia, de către Robert H. McNaught, care devine una dintre cometele cele mai strălucitoare ale acestor ultime decenii, posedă o orbită mergând până la 4.100 ua. În sfârșit, una dintre aceste comete celebre cea mai îndepărtată este cometa West, descoperită de astronomul danez Richard M. West, la Observatorul La Silla din Chile, la data de 10 august 1975, care merge până la 13.560 ua.

### Sedna, primul candidat important

Animație a orbitei obiectului Sedna (în roșu) cu Norul lui Hills, în ultimul plan (în albastru).

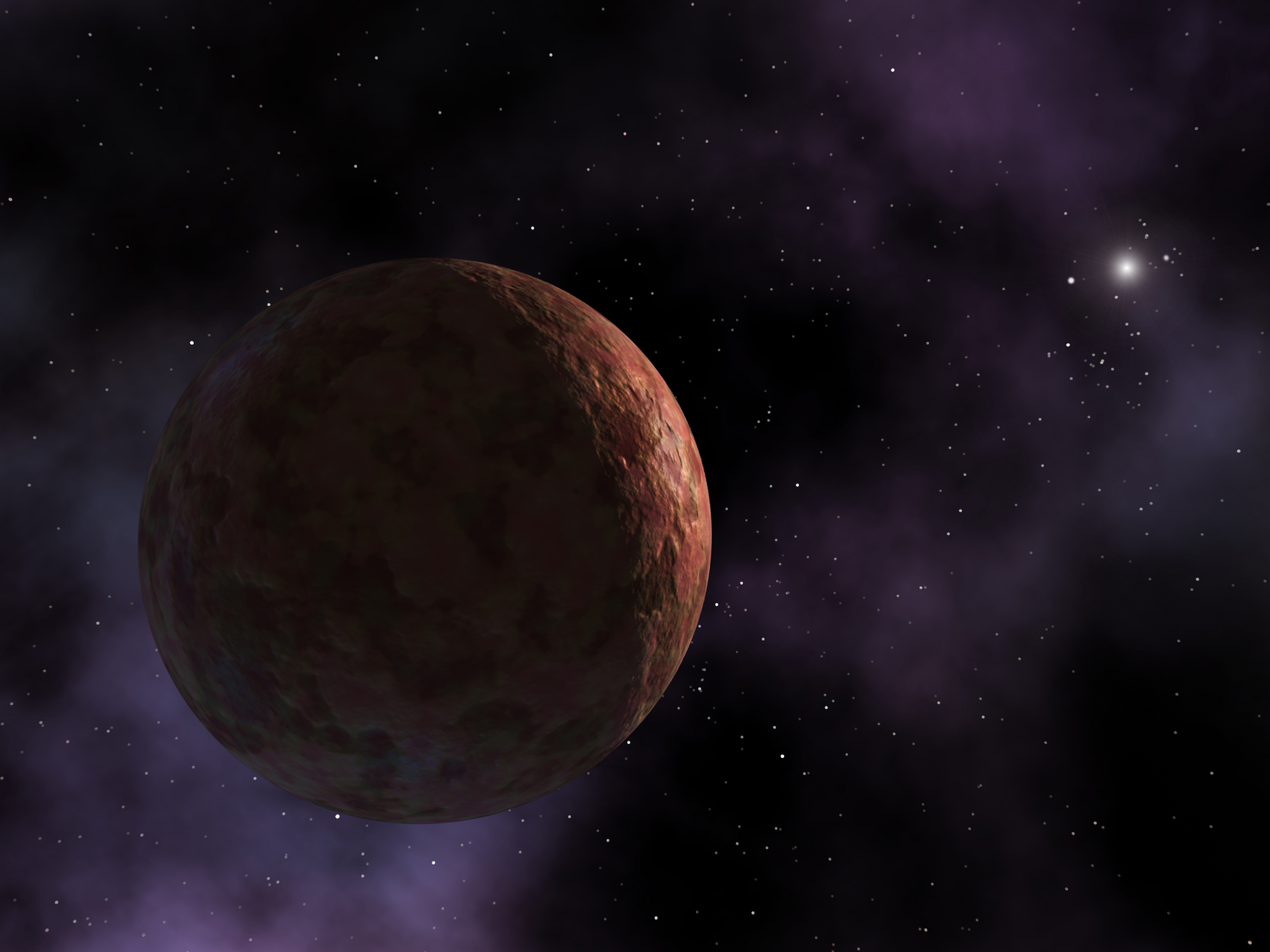
Reprezentare artistică a obiectului Sedna.

Obiectul Sedna a fost descoperit de către Michael E. Brown, Chadwick Trujillo și David L. Rabinowitz la 14 noiembrie 2003. Totuși este dificil să i se determine forma ca urmare a distanței sale. Măsurători spectroscopice au arătat că structura suprafeței sale este similară cu aceea a altor obiecte transneptuniene: în majoritate este compusă din ghețuri de apă, de metan și de azot cu tholin. Suprafața sa este una dintre cele mai roșii din Sistemul Solar.
Este probabil prima detecție a ipoteticului Nor al lui Hills. Regiunea acestui nor cometar a fost definită ca fiind compusă din obiecte care au orbite care măsoară în medie între 2.000 și 15.000 de unități astronomice.
Sedna este totuși mai aproape de Sistemul intern decât distanța la care se presupune că se află Norul lui Hills. Planetoidul, descoperit la o distanță de circa 13 miliarde de kilometri (90 u.a.) de Soare, circulă pe o orbită în formă de elipsă care îl aduce la fiecare 12.260 de ani la doar 75 u.a. de Soare, la trecerea sa la periheliu (următoarea trecere va avea loc în anul 2076), și-l conduce la peste 987 u.a., în punctul cel mai îndepărtat (afeliu). Contrar cometelor, acest corp nu a fost descoperit în timpul trecerii sale în Sistemul intern. Cu un diametru mai mare decât acela al planetei pitice Ceres, Sedna este și mai mare decât cometele obișnuite.
Dar Sedna nu poate fi considerat ca fiind un obiect din Centura Kuiper, întrucât traiectoria sa nu-l aduce în regiunea Centurii Kuiper. El face parte din aceste corpuri care nu aparțin niciunui model, care sunt denumite obiecte detașate. Cele mai multe din aceste obiecte sunt pe de altă parte în rezonanță cu Neptun. Sedna nu se apropie niciodată la mai puțin de 75 u.a. și nu se află în rezonanță cu această planetă gazoasă. De aceea, a considera obiectul Sedna ca făcând parte din Norul interior poate fi o posibilitate.

### VP113: confirmarea norului
Descoperirea obiectului transneptunian 2012 VP113, anunțată la 26 martie 2014, a schimbat viziunea obiectelor transneptuniene: Acest astru cu diametrul de 450 km, contrar planetelor pitice, nu face parte din Centura Kuiper. Orbita sa mult mai îndepărtată se găsește între 80 și 400 de unități astronomice de Soare. Posedă caracteristici similare cu Sedna. Alessandro Morbidelli, de la Observatorul din Nisa și specialist în dinamica corpurilor din Sistemul Solar, a declarat la descoperirea acestui corp, că „acesta confirmă ceea ce Sedna sugerase: există un rezervor de aștri la mai multe sute de unități astronomice, un fel de Nor al lui Oort fantomă.”
Această descoperire a permis să se pună în evidență trei și nu doar două rezervoare de comete: Centura Kuiper, „Norul lui Oort fosil” și Norul lui Oort „clasic”. Acest Nor al lui Oort fosil ar conține vreo mie de corpuri cu diametrul de circa 1.000 km. Contrar Centurii Kuiper supus forței lui Neptun și Norului lui Oort clasic, „influențat de forțele mareice ale Galaxiei”, Norul lui Oort fosil nu este supus niciunei forțe și este fix pentru totdeauna.